# Liste der Kulturdenkmale in Breitenbrunn/Erzgeb.

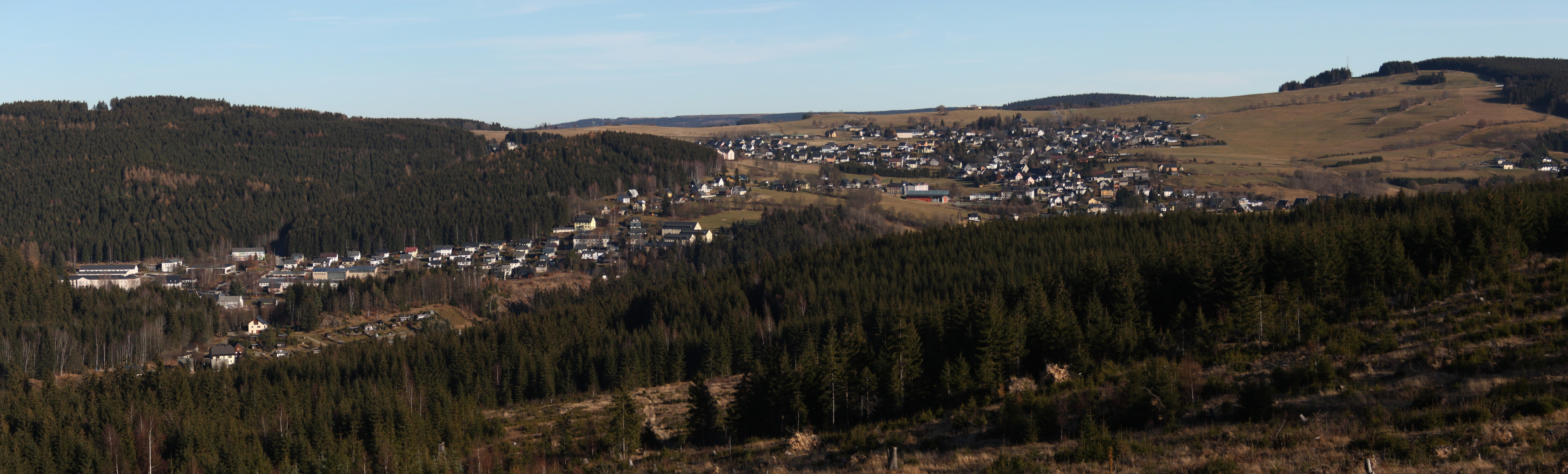
Panoramablick über Breitenbrunn

Die Liste der Kulturdenkmale in Breitenbrunn/Erzgeb. enthält die Kulturdenkmale in Breitenbrunn/Erzgeb.
Diese Liste ist eine Teilliste der Liste der Kulturdenkmale in Sachsen.

## Legende
- Bild: Bild des Kulturdenkmals, ggf. zusätzlich mit einem Link zu weiteren Fotos des Kulturdenkmals im Medienarchiv Wikimedia Commons. Wenn man auf das Kamerasymbol klickt, können Fotos zu Kulturdenkmalen aus dieser Liste hochgeladen werden:
- Bezeichnung: Denkmalgeschützte Objekte und ggf. Bauwerksname des Kulturdenkmals
- Lage: Straßenname und Hausnummer oder Flurstücknummer des Kulturdenkmals. Die Grundsortierung der Liste erfolgt nach dieser Adresse. Der Link (Karte) führt zu verschiedenen Kartendiensten mit der Position des Kulturdenkmals. Fehlt dieser Link, wurden die Koordinaten noch nicht eingetragen. Sind diese bekannt, können sie über ein Tool mit einer Kartenansicht einfach nachgetragen werden. In dieser Kartenansicht sind Kulturdenkmale ohne Koordinaten mit einem roten bzw. orangen Marker dargestellt und können durch Verschieben auf die richtige Position in der Karte mit Koordinaten versehen werden. Kulturdenkmale ohne Bild sind an einem blauen bzw. roten Marker erkennbar.
- Datierung: Baubeginn, Fertigstellung, Datum der Erstnennung oder grobe zeitliche Einordnung entsprechend des Eintrags in der sächsischen Denkmaldatenbank
- Beschreibung: Kurzcharakteristik des Kulturdenkmals entsprechend des Eintrags in der sächsischen Denkmaldatenbank, ggf. ergänzt durch die dort nur selten veröffentlichten Erfassungstexte oder zusätzliche Informationen
- ID: Vom Landesamt für Denkmalpflege Sachsen vergebene, das Kulturdenkmal eindeutig identifizierende Objekt-Nummer. Der Link führt zum PDF-Denkmaldokument des Landesamtes für Denkmalpflege Sachsen. Bei ehemaligen Kulturdenkmalen können die Objektnummern unbekannt sein und deshalb fehlen bzw. die Links von aus der Datenbank entfernten Objektnummern ins Leere führen. Ein ggf. vorhandenes Icon  führt zu den Angaben des Kulturdenkmals bei Wikidata.

## Breitenbrunn/Erzgeb.
| Bild                                    | Bezeichnung | Lage                           | Datierung                    | Beschreibung | ID       |
| --------------------------------------- | --- | ------------------------------ | ---------------------------- | --- | -------- |
|                                         | Wassergraben-Antonshütte, mit Wassergraben und Schützenwehr, (Sachgesamtheit) - Teilabschnitt OT Breitenbrunn/Erzgeb.(siehe Einzeldenkmal 09306328) - sowie mit den Sachgesamtheitsbestandteilen: Wassergraben, Teilabschnitt OT Antonsthal (siehe Sachgesamtheit 09299625), Wassergraben, Teilabschnitt OT Erlabrunn (siehe Sachgesamtheit 0929962) | (Karte)                        | 1827–1831                    | Sachgesamtheit Wassergraben zur Stromerzeugung der ehemaligen Antonshütte, - Mit zirka 2½ km Länge die längste künstliche Wasserzuführung im Landkreis, hinter dem Wehr zirka 80 m langer Tunnel, an dessen Ausgang zwei Schlusssteine: - 1. „König Anton“, bezeichnet 1881, - 2. »FEW« (= Papierfabrikant Franz Eduard Weidenmüller), bergbaugeschichtlich von Bedeutung. - Wassergraben, entstanden 1827–31 und verbreitert 1867, für den Wasserradantrieb des Zylindergebläses (heute ausgestellt in Freiberg) der Königlich-Sächsischen Antonshütte, später für den Betrieb Franz Eduard Weidenmüller („FEW“), hinter dem Wehr ein 80 m langer Tunnel, an dessen Ausgang zwei Schlusssteine: 1. „König Anton“ bezeichnet 1881, 2."FEW", der Graben verläuft zweieinhalb Kilometer am Westhang des Schwarzwassertales, zwischendurch im Betonlauf der 1920er und 1970er Jahre und auch zum Teil durch Fels getrieben (Sprenglöcher noch sichtbar). Die längste künstliche Wasserzuführung im Landkreis, die noch heute zur Stromerzeugung genutzt wird, wirft ein Licht auf die Arbeits- und Produktionsumstände des 19. Johannes und ist daher von technischer und sozialhistorischer Bedeutung, der Graben ist Bestandteil des Netzwerks bergbaulicher Monumente, die die spezielle Kulturlandschaft des Erzgebirges prägen. noch heute zur Stromerzeugung genutzt, Graben parallel zur Chaussee nach Johanngeorgenstadt entlang des Westhangs des Schwarzwassertales verlaufend, angelegt für Wasserradantrieb des Zylindergebläses der Antonshütte – heute ausgestellt als „Schwarzenberggebläse“ in der „St. Elisabet Fundgrube“ Freiberg, (heute Wasserkraftanlage Eigentümer Matzner) fortgesetzt auf Antonsthaler und Erlabrunner Flur, die unteren 150 m Betonlauf 1990er Jahre, zwischendurch (etwa 360 m insgesamt) auch immer Betonabstützungen 1920er – 1970er Jahre. | 09299500 |
| Direkt Bild zu diesem Denkmal hochladen | Wassergraben-Antonshütte (Sachgesamtheit): Wassergraben und Schützenwehr (Einzeldenkmal von ID 09299500) | (Karte)                        | 1827-1831 (Wassergraben)     | Wassergraben zur Stromerzeugung der ehemaligen Antonshütte, mit ca. 2½ km Länge die längste künstliche Wasserzuführung im Landkreis, bergbaugeschichtlich von Bedeutung | 09306328 |
| Direkt Bild zu diesem Denkmal hochladen | Reste einer Kompressorenstation des Wismutbergbaus | (Karte)                        | 1949–1950                    | Technikhistorisches Denkmal, Anlage eine der letzten ihrer Art im Raum Breitenbrunn/Johanngeorgenstadt. Komplex erhaltenes Fundamentsystem einer Kompressorenstation, die letzte von etwa 14 ehemaligen Stationen der näheren Umgebung, gehörte zum Schacht 243, Länge 45,5 m, Breite 12,50 m, Fundament des ehemaligen Kühlturmes 5,5 m², Reste von Trassen der Versorgungsleitungen, Station mit 16 Einzelfundamentklauen für Jumo-Kompressoren, umgebaute 12-Zylinder-Flugmotoren vom Typ Junkers 213. Die Russen hatten das Motorwerk Zwickau demontiert, die Motoren aber genutzt für Kompressoren im Uranbergbau. An den Schächten wurden Kompressorstationen gebaut und vernetzt, ursprünglich gab es zirka 60 davon. In den heute noch vorhandenen Fundamentklauen waren die Motoren umgekehrt aufgehängt. Dass die Junkers-Motoren für diesen Zweck genutzt wurden, war bisher wohl weitgehend unbekannt. | 09301303 |
|                                         | Ehemaliges Forsthaus | Alt Rabenberg 1 (Karte)        | um 1800                      | Einzeln gelegenes landschaftstypisches und zeittypisches verbrettertes Fachwerkhaus, baugeschichtlich und ortsgeschichtlich von Bedeutung. Erdgeschoss massiv verputzt, Obergeschoss Fachwerk verbrettert, Satteldach. | 09299456 |
| Direkt Bild zu diesem Denkmal hochladen | Ehemalige Kirchschule, heute Wohnhaus | Alter Schulweg 1 (Karte)       | 1. Hälfte 19. Jahrhundert    | Nerputzter bzw. verbretterter Fachwerkbau, von ortsgeschichtlicher Bedeutung. Zweigeschossig, nahe Kirche und Pfarrhaus stehend, eine Traufseite verputzt, Erdgeschoss massiv, Obergeschoss teilweise Fachwerk verbrettert, Satteldach mit Dachhecht. | 09299455 |
| Direkt Bild zu diesem Denkmal hochladen | Wohnhaus und Toreinfahrt eines Bauernhofes | Dorfberg 26 (Karte)            | bezeichnet 1795              | Ländliches massives Wohnhaus mit Segmentbogenportal, baugeschichtlich von Bedeutung. Zweigeschossiger massiver Putzbau mit Eckquaderung, Erdgeschoss Stichbogenportal mit Schlussstein, zweiflügelige kassettierte Haustür mit schmalem Oberlichtfenster mit Sprossenteilung, ursprünglich mit Fensterläden in beiden Etagen, Krüppelwalmdach. | 09299457 |
| Direkt Bild zu diesem Denkmal hochladen | Turnhalle | Hauptstraße 112 (Karte)        | um 1929                      | Typischer Bau im Heimatstil, von ortshistorischem und baugeschichtlichem Wert. Eingeschossig, längsrechteckiger Bau mit geschweiftem Satteldach, Bruchsteinsockel und Bruchsteinstützpfeiler, Rechteckfenster, im Inneren Tonnengewölbe. | 09299461 |
| Direkt Bild zu diesem Denkmal hochladen | Pfarrhaus | Hauptstraße 161 (Karte)        | um 1880                      | Schlichter Putzbau, von ortsgeschichtlicher Bedeutung. Zweigeschossig, fünf Achsen, Mitteleingang Traufseite mit originaler zweiflügliger Haustür mit schmalem Oberlicht, im Erdgeschoss Segmentbogenfenster, im Obergeschoss Rechteckfenster mit Sprossenteilung, Satteldach, Putz erneuert, dabei Fassadengliederung vereinfacht. | 09299462 |
| Weitere Bilder                          | Kirche (mit Ausstattung) sowie Kirchhof mit Einfriedung und Gedenkstein für Pestpfarrer Wolfgang Uhle | Hauptstraße 169 (Karte)        | 1559                         | Kleine Saalkirche mit Dachreiter, von baugeschichtlicher, ortsbildprägender und ortsgeschichtlicher Bedeutung. - Flachgedeckter Saal mit reizvoller, einheitlicher Ausstattung von 1720–40, umlaufende zweigeschossige Emporen zwischen schlanken Stützen, Deckenbemalung 1740 von Schildbach und Grimm aus Johanngeorgenstadt, Altar um 1740, spätgotisches Kruzifix auf Schalldeckel der Kanzel, Holztaufe 1. Hälfte 18. Jahrhundert, Bärmig-Orgel von 1852, (Weitere Ausstattung siehe Dehio Sachsen II, 1998, S. 94f.) - Anbau Vorhalle 1837, Restaurierungen 1957–59 (innen) und 1968 (außen), - Vor der Kirche kleiner Gedenkstein mit Inschrift: „WOLFGANG UHLE/DEM PESTPFARRER/VON ANNABERG/1569–1594/PFARRER ZU BREITENBRUNN“ | 09299474 |
| Weitere Bilder                          | Ruine des ehemaligen Jagdhauses mit umgebender kleiner Parkanlage (Gartendenkmal) | Hauptstraße 176 (Karte)        | 1610 (Jagdschloss-Ruine)     | Auf einer von einem Wassergraben umgebenen Insel stehende Mauerreste eines Turmhauses, von gartenkünstlerischer und ortsgeschichtlicher Bedeutung. - Jagdhaus: Auf Grundmauern eines 1413 urkundlich erwähnten Wohnhauses eines Vorwerks der Herrschaft Schwarzenberg nach einem Brand 1610 als Kurfürstliches Jagdhaus gebaut, später Wohnung des Breitenbrunner Forstknechtes (Forstmeisters), nach 1700 Ruine, von Graben umgeben, - Park: Vermutlich in den 1920/1930er Jahren angelegt, im Osten Gelände durch Stützmauern aus Granit terrassiert, eingebundene Freilichtbühne (Aufbau später), zwischen Ruine und Freilichtbühne W-O-Wegeachse mit zwei Treppchen, orthogonal dazu N-S-Wegeachse vom nördlichen Zugang zum südlich gelegenem Kriegerdenkmal (siehe Objekt 09299464) mit begleitender Allee aus Rot-Eichen (Quercus rubra), markanter Berg-Ahorn (Acer pseudoplatanus) in der Nordostecke, zwei weitere Berg-Ahorne nordöstlicher der Ruine, Rosskastanie (Aesculus hippocastanum) südöstlich der Ruine, am Kriegerdenkmal zwei Stubben. | 09299463 |
| Direkt Bild zu diesem Denkmal hochladen | Kriegerdenkmal für die Gefallenen des 1. Weltkrieges | Hauptstraße 176 (bei) (Karte)  | 1920                         | Natursteinblock mit eingemeißelter Schrift, von ortsgeschichtlicher Bedeutung. Granitblock mit gedrungenem Granitobelisken mit steinernem Kranz und Steinnachbildung eines Stahlhelms, Inschrift: „Ihr unschuldigen Opfer ermahnt uns zum ewigen Frieden“, Gesamthöhe 2,50 m, Findling kommt vom Rabenberg, Bauherr: Kriegsopferverband. | 09299464 |
| Direkt Bild zu diesem Denkmal hochladen | Ehemaliges Forsthaus, heute Wohnhaus (Nr. 180), und Scheune (Nr. 178) eines Forsthofes | Hauptstraße 178; 180 (Karte)   | um 1800                      | Landschaftstypischer verbretterter Fachwerkbau, von ortsgeschichtlicher und baugeschichtlicher Bedeutung. - Wohnhaus: zweigeschossig, Erdgeschoss massiv verputzt, Fensteröffnungen mit Putzfaschen, ursprüngliche Fensterläden nicht erhalten, ursprünglicher Hauseingang zugesetzt, Obergeschoss Fachwerk verbrettert, Krüppelwalmdach, - Scheune: eingeschossig, langgestreckter Bau, teilweise Bruchstein verputzt, teilweise Fachwerk verbrettert, Krüppelwalmdach. | 09299465 |
| Direkt Bild zu diesem Denkmal hochladen | Wohnstallhaus und Wassertrog eines Bauernhofes | Klughäuser Weg 16 (Karte)      | um 1800                      | Putzfassade mit Korbbogenportal, eines der wenigen weitgehend original erhaltenen bäuerlichen Wohnhäuser im Klughäuser Grund, baugeschichtlich von Bedeutung. - Wohn-Stall-Scheunenhaus, Scheunenteil: Erdgeschoss massiv, Fachwerk Obergeschoss verbrettert, restl. Haus massiv (vermutlich baulich verändert 1. Drittel 20. Jh.), Satteldach, Stichbogenportal mit Schlussstein, zweiflüglige Haustür mit gesprosstem Oberlicht, Türblatt erneuert, - Wassertrog: Granit, nahe Wohnhaus vor Trockenmauer, mit Inschrift: „Willi Semmler 1886“. | 09299466 |
| Direkt Bild zu diesem Denkmal hochladen | Wohnhaus | Mühlanger 1 (Karte)            | um 1800                      | Zeittypisches, ortsbildprägendes Fachwerkgebäude, baugeschichtlich von Bedeutung. Erdgeschoss massiv, Fachwerkobergeschoss, möglicherweise an den Giebeln erhalten, dort verputzt, Satteldach mit Kunstschieferdeckung, das Fachwerk mit einfachen Streben, im Erdgeschoss verändert, Das Haus liegt mit dem Mühlanger 3 unterhalb der Hauptstraße und ist weithin sichtbar und ortsbildprägend. | 09269033 |
| Direkt Bild zu diesem Denkmal hochladen | Wohnhaus | Mühlanger 3 (Karte)            | 1. Hälfte 17. Jahrhundert    | Obergeschoss Fachwerk mit doppelten Andreaskreuzen, Kopfstreben und wandhohes Andreaskreuz mit Raute, eines der ältesten ländlichen Wohnhäuser mit im Landkreis seltener Fachwerkkonstruktion an der Traufseite, baugeschichtlich von Bedeutung. Haus grundlegend baulich verändert: Erweiterung der hinteren Traufseite, Giebelseiten massiv, Erdgeschoss neuer Putz, Sockel verblendet, nur Fachwerk im Obergeschoss einer Traufseite erhalten mit paarweise angeordneten geraden Andreaskreuzen in Gefachen unterhalb der Fenster, seitliche Wandflächen mit wandhohen Rauten, Ständer in der Mitte der Traufseite mit aufgeblatteten Kopfbändern. | 09299467 |
|                                         | Mundloch des St.-Christoph-Stollns | Schachtstraße 63 (bei) (Karte) | 1558 aufgefahren             | Zeugnis des Erzbergbaus, von technikgeschichtlicher Bedeutung. Stolln 1558 durch Bergherrn Christoph Müller von Berneck aufgefahren – dem Besitzer von Vitriolhütten und des Hammerwerkes zu Breitenhof, hier wurde hauptsächlich Zinn und Silber abgebaut u. a., die ursprüngliche Kaue heute durch neues Holzhaus ersetzt, über dem Mundloch Inschrift: „St. Christoph Stolln 1558“. | 09299468 |
| Weitere Bilder                          | Ehemaliges Schichtmeisterhaus eines Hammerguts | Schachtstraße 124 (Karte)      | um 1600, später überformt    | Ursprünglich zum 1570 angelegten Hammerwerk gehörend, markanter Bau mit unverputztem Bruchsteinmauerwerk und Fachwerk-Obergeschoss, ortsgeschichtlich und technikgeschichtlich von Bedeutung. Erdgeschoss Bruchsteinmauerwerk unverputzt, Tür in Mitte Traufseite mit Korbbogen abschließend, Fenster ebenfalls mit Korbbogen, schlichtes Ständerfachwerk im Obergeschoss, Satteldach, Giebel teilw. verbrettert, Erdgeschoss vermutlich älter als Fachwerk-Obergeschoss, bis 1880 im Erdgeschoss Schulstube für die Hammersiedlung Breitenhof. | 09299469 |
| Direkt Bild zu diesem Denkmal hochladen | Ehemalige Oberförsterei (Umgebinde), heute Wohnhaus | Sonnenleithe 8 (Karte)         | 1713/1714 Dendro (Forsthaus) | Obergeschoss Fachwerk, eines der wenigen Umgebindehäuser in dieser Hauslandschaft, von großer baugeschichtlicher und ortsbildprägender Bedeutung. Zweigeschossig, Erdgeschoss teilw. massiv verputzt mit Rundbogentür im Stallbereich, Wohnbereich Blockstube mit Umgebindekonstruktion – Spannriegel mit Kielbögen, aufgeblattete Kopfstreben, Blockstube außen verputzt, Fachwerk Obergeschoss engstielig strebenreich, profilierte Füllhölzer und Balkenköpfe, Schwelle vorkragend, Satteldach, gut sichtbar durch Hanglage Giebeldreieck Ostseite mit Heuaufzug und Luke, Fenster im Blockstubenbereich mit Holzeinfassung und Klappläden, hausgeschichtlich wertvoll. | 09299471 |

## Antonshöhe
| Bild           | Bezeichnung                                                                                                  | Lage                        | Datierung       | Beschreibung | ID       |
| -------------- | --- | --------------------------- | --------------- | --- | -------- |
|                | Postmeilensäule                                                                                              | Crandorfer Straße (Karte)   | bezeichnet 1724 | Viertelmeilenstein, verkehrsgeschichtlich von Bedeutung. Viertelmeilenstein aus erzgebirgischem Granit (Bruch bei Wiesenbad) mit der Reihennummer 53 stand an der Poststraße Dresden–Chemnitz–Stollberg-–Zwönitz-Schwarzenberg–Johanngeorgenstadt. Er trägt die Initialen „AR“, „1724“ und Posthornzeichen. Das Kopfstück wurde erneuert. Der Stein wurde um 650 m in Richtung Cranzahl versetzt. Im Jahre 1722 begann man im Kurfürstentum Sachsen mit der Aufstellung der Kursächsischen Postmeilensäulen. Kurfürst Friedrich August I. wollte hierdurch ein zeitgemäßes Verkehrs- und Transportleitsystem im Kurfürstentum aufbauen, um Handel und Wirtschaft zu fördern. Er beauftragte mit Generalvollmacht Magister Adam Friedrich Zürner (1679 – 1742) mit der Durchführung. Das System der Postmeilensäulen umfasste Distanzsäulen, Viertelmeilensteine, Halb- und Ganzmeilensäulen. Die Distanzsäulen sollten in den Städten vor den Stadttoren, später nur auf den Marktplätzen aufgestellt werden. Entlang der Poststraßen wurden Viertelmeilensteine, Halb- und Ganzmeilensäulen aufgestellt. Sie erhielten eine fortlaufende Nummerierung (Reihennummer), beginnend vom Anfang der Vermessung. Die Ganzmeilensäulen wurden außerhalb der Städte an den Poststraßen im Abstand von 1 Meile (= 9,062 km) aufgestellt. Die Distanzsäulen waren mit dem Monogramm „AR“ für „Augustus Rex“, dem kursächsisch und polnisch-litauischen Doppelwappen sowie der polnischen Königskrone gekennzeichnet. Die Ganzmeilen-, Halbmeilensäulen und Viertelmeilensteine waren alle ähnlich beschriftet, alle trugen kein Wappen, aber das Monogramm „AR“. Die Entfernungsangaben erfolgten in Wegestunden (1 Stunde= ½ Postmeile = 4,531 km). Dieses Meilensystem war das erste europäische Verkehrsleitsystem. Der hier betrachteten Säule kommt als Teil des überregional bedeutenden Postwegesystems eine hohe verkehrsgeschichtliche Bedeutung zu. An alter Passstraße Schwarzenberg–Johanngeorgenstadt, 1969 neu aufgestellt, Stein restauriert nach 1990 mit neuem Aufsatz.                                                                                           | 09299477 |
| Weitere Bilder | Ehemaliges Sanatorium, heute Pflegeheim, mit Pförtnerhaus, Sanatoriumsgarten (Gartendenkmal) und Einfriedung | Crandorfer Straße 1 (Karte) | 1950            | im Stil der Nationalen Bautradition der 1950er Jahre, Hauptgebäude des Sanatoriums mit umgebender Parkanlage, im Zusammenhang mit Uranerzbergbau der Wismut errichtet, von baugeschichtlicher Bedeutung. - Hauptgebäude: Hauptgebäude mit drei Seitenflügeln, Ziegelmauerwerk verputzt, dreigeschossig, klar gegliederte Fassade, regelmäßig angeordnete Rechteckfenster, dem 1. Obergeschoss vorgebaut Balkone auf Stützen, Haupteingang betont durch Risalit, dieser flankiert von Pilastern, Eingangsbereich halbrund vorspringende Überdachung auf Säulen – im Obergeschoss Balkon, Wandfläche in Obergeschoss zurückliegend, davor Säulen über beide Etagen, Mittelrisalit abschließend durch Architrav mit Inschrift: „KNEIPP-SANATORIUM“, beiderseits des Mittelrisalit jeweils zehn Fensterachsen. - Sanatoriumsgarten: Südlich des Hauptgebäudes gelegene regelmäßige, auf den Mittelrisaliten ausgerichtete Anlage der 50er Jahre, der Form des Grundstücks folgende dreieckig angelegt, - Hauptzugang von Osten mit Pförtnerhaus (Tor verändert), weiteres zweiflügliges Zufahrtstor mit zwei Porten an der Südspitze des Grundstücks, gepflasterte Hauptwege (Kleinpflaster Granit) entlang der Südfassade des Hauptgebäudes sowie vom Haupteingang nach Süden führend, Wegerondell mit zentralem Rosenbeet (zurzeit ohne Bepflanzung) im Süden des Hauptweges, Nebenwege zumeist mit wassergebundener Decke oder ebenfalls Kleinpflaster, im Zentrum der beidseitig der Hauptachse befindlichen Quartiere kleine runde Wasserbecken, die von Süden durch kleine Treppchen erschlossen werden, Quartiere mit Koniferen und Ziergehölzen bepflanzt, Nebenwege durch Baumreihen aus Kugel-Ahorn (Acer pseudoplatanus 'Globosum') begleitet, in den Randbereichen Rhododendronbestände und Großgehölze vor allem Koniferen, ursprünglich war der gesamte Garten – wie historische Postkarten beweisen – großzügig mit Rosen bepflanzt, ehemals vorhandene Pyramiden-Pappeln entlang der Hauptachsen sind heute auch nicht mehr vorhanden, - Einfriedung: Holzlattenzaun mit Zaunspfeiler und Sockel aus Zielmauerwerk, Zaunfelder nach oben konkav abschließend. | 09299475 |

## Antonsthal
| Bild                                    | Bezeichnung                                                                       | Lage                                  | Datierung                      | Beschreibung | ID       |
| --------------------------------------- | --------------------------------------------------------------------------------- | ------------------------------------- | ------------------------------ | --- | -------- |
| Weitere Bilder                          | Wettin-Stein: Gedenkstein                                                         | (Karte)                               | 1889                           | Zur Erinnerung an das 800jährige Bestehen des sächsischen Herrscherhauses Wettin. Grob behauener Granitblock mit Inschrift, von landesgeschichtlichem Wert. Inschrift: „Wettin/1089.1889./H.A.“, Maße: 0,65 m bzw. 0,90 m Höhe, 0,77 m Breite, 0,68 m Tiefe. | 09269043 |
|                                         | Wassergraben (Teilabschnitt OT Antonsthal: siehe auch Sachgesamtheit ID 09299500) | (Karte)                               | 1827–1831                      | Wassergraben zur Stromerzeugung der ehemaligen Antonshütte, mit ca. 2½ km Länge die längste künstliche Wasserzuführung im Landkreis, hinter dem Wehr ca. 80 m langer Tunnel, an dessen Ausgang zwei Schlusssteine: 1. „König Anton“ bezeichnet 1881, 2. „FEW“ (= Papierfabrikant Franz Eduard Weidenmüller), bergbaugeschichtlich von Bedeutung. (Weitere Beschreibung siehe Sachgesamtheit) | 09299625 |
|                                         | Gedenkstein für Franz Dziebko                                                     | (Karte)                               | 1953                           | Denkmal zur Erinnerung an ein Opfer des Faschismus, von ortsgeschichtlichem Wert. Denkmal für antifaschistischen Widerstandskämpfer Franz Dziebko aus Antonsthal, geboren 29. Mai 1902, verstorben an Folgen der Inhaftierung 29. Januar 1936. | 09299502 |
| Direkt Bild zu diesem Denkmal hochladen | Wohnhaus                                                                          | Gartenweg 1 (Karte)                   | um 1900                        | Zeittypischer Klinkerbau in gutem Originalzustand, vermutlich Teil der Papierfabrik F. E. Weidenmüller, von sozialgeschichtlichem und baugeschichtlichem Wert. Zweigeschossig, Mittelrisalit mit Frontispiz, Segmentbogenfenster, verschiedene Friese: Kraggesims, Deutsches Band, Krüppelwalmdach mit großen Dachüberständen, Gauben mit Krüppelwalmdächern. | 09299478 |
| Direkt Bild zu diesem Denkmal hochladen | Arbeitersiedlung Papierfabrik F. E. Weidenmüller (Sachgesamtheit)                 | Gartenweg 2; 3; 4a; 4b; 4c; 5 (Karte) | zwischen 1900 und 1915         | Sachgesamtheit mit folgenden Einzeldenkmalen: - Mehrfamilienhaus (siehe Einzeldenkmal, Gartenweg 2 – Obj. 09299478), - Siedlungshaus (siehe Einzeldenkmal, Gartenweg 3 – Obj. 09299480), - Siedlungshaus (siehe Einzeldenkmal, Gartenweg 4a, 4b, 4c – Obj. 09299481), - Siedlungshaus (siehe Einzeldenkmal, Gartenweg 5 – Obj. 09299482), - Siedlungshaus (siehe Einzeldenkmal, Mittelstraße 1 – Obj. 09299486), - Siedlungshaus (siehe Einzeldenkmal, Mittelstraße 2a, 2b – Obj. 09299483), - Siedlungshaus (siehe Einzeldenkmal, Mittelstraße 3 – Obj. 09299487), - Siedlungshaus (siehe Einzeldenkmal, Mittelstraße 4a, 4b, 4c – Obj. 09299484), - Siedlungshaus (siehe Einzeldenkmal, Mittelstraße 5a, 5b, 5c – Obj. 09299485), - Mehrfamilienhaus (siehe Einzeldenkmal, Mittelstraße 10a, 10b – Obj. 09299494), - Mehrfamilienhaus (siehe Einzeldenkmal, Mittelstraße 11a, 11b – Obj. 092995), - Mehrfamilienhaus (siehe Einzeldenkmal und Mittelstraße 12a, 12b – Obj. 09299496) Werkssiedlung von sozialgeschichtlicher und baugeschichtlicher Bedeutung. Siedlung entlang des Gartenweges und der Mittelstraße, der Besitzer der Papierfabrik Viktor Weidenmüller ließ die Siedlung für Angestellte und Arbeiter zwischen 1900 und 1915 errichten. | 09305255 |
| Direkt Bild zu diesem Denkmal hochladen | Mehrfamilienhaus (siehe Sachgesamtheitsliste ID 09305255)                         | Gartenweg 2                           | um 1905 (Mehrfamilienwohnhaus) | zeittypisches Gebäude in Klinkermischbauweise von sozialgeschichtlicher Bedeutung Angestelltenwohnhaus, zweigeschossig, am Giebel Klinkermischbauweise, Zierfachwerk, Segmentbogenfenster, Haus im „Schweizer Stil“, Walm- bzw. Krüppelwalmdach. | 09299479 |
| Direkt Bild zu diesem Denkmal hochladen | Siedlungshaus (siehe Sachgesamtheitsliste ID 09305255)                            | Gartenweg 3 (Karte)                   | um 1905                        | Zeittypisches Gebäude in Klinkermischbauweise von sozialgeschichtlicher Bedeutung. Dreigliedriger Bau – Mittelteil eingeschossig traufständig, Seitenflügel giebelständig und zweigeschossig mit vorkragenden Satteldächern mit Leergespärre, Klinkermischbauweise, Rauputz, an Hauskanten und Fenstern Klinker. | 09299480 |
| Direkt Bild zu diesem Denkmal hochladen | Siedlungshaus (mit drei Eingängen) – (siehe Sachgesamtheitsliste ID 09305255)     | Gartenweg 4a; 4b; 4c (Karte)          | um 1905                        | Zeittypisches Gebäude in Klinkermischbauweise von sozialgeschichtlicher Bedeutung. Dreigliedriger Bau – Mittelteil eingeschossig mit Drempel, traufständig, Seitenflügel giebelständig und zweigeschossig mit vorkragenden Satteldächern mit Leergespärre, Klinkermischbauweise. | 09299481 |
| Direkt Bild zu diesem Denkmal hochladen | Siedlungshaus (siehe Sachgesamtheitsliste ID 09305255)                            | Gartenweg 5 (Karte)                   | um 1905                        | Zeittypisches Gebäude in Klinkermischbauweise von sozialgeschichtlicher Bedeutung. Dreigliedriger Bau – Mittelteil eingeschossig traufständig, Seitenflügel giebelständig und zweigeschossig mit vorkragenden Satteldächern mit Leergespärre, Klinkermischbauweise. | 09299482 |
| Weitere Bilder                          | Ehemaliges Herrenhaus einer Schmelzhütte, später Teil einer Papierfabrik          | Jägerhäuser Straße 1 (Karte)          | 1. Hälfte 19. Jahrhundert      | Repräsentativer Putzbau mit Mansarddach und markantem Dachreiter, Anklänge an den Stil der Neogotik, wohl ehemaliges Huthaus, auf dem Gelände einer Silberschmelzhütte, später Papierfabrik F. E. Weidenmüller, baugeschichtlich, ortsgeschichtlich und technikgeschichtlich von Bedeutung. Zweigeschossiger breit gelagerter Putzbau mit Mittelrisalit, Fassade überformt, Mansardwalmdach mit Dachhäuschen und Dachreiter, Hofeingang mit zweiläufiger Treppe, ehemaliges Herrenhaus, um 1900 überformt, elf Achsen, Erdgeschoss Rundbogenfenster, Obergeschoss Spitzbogenfenster. | 09299488 |
| Direkt Bild zu diesem Denkmal hochladen | Ehemalige Schule, später Gemeindeamt                                              | Jägerhäuser Straße 3                  | 1906                           | Anspruchsvoller Putzbau mit Sandsteinsockel, in landschaftsangepasster Bauweise, ortsgeschichtlich von Bedeutung. L-förmiger Grundriss, zweigeschossig, repräsentativer Eingang mit Rundbogen abschließend, Sandsteineinfassung mit Schlussstein, Oberlicht Rundbogenfenster mit Bleiverglasung mit Darstellung lernender Kinder – hohes Sockelgeschoss mit Sandsteinquaderung, Rundbogenfenster im Erdgeschoss, Rechteckfenster im Obergeschoss, Satteldach, repräsentativer Eingang mit einläufiger Treppe, diese beiderseits flankiert von Steinbrüstungen mit Steinkugeln, Haustür zweiflüglige Holzkassettentür – original erhalten. | 09299489 |
| Direkt Bild zu diesem Denkmal hochladen | Haustür eines Wohnhauses                                                          | Jägerhäuser Straße 15a (Karte)        | um 1880                        | Singuläre zweiflüglige Holztür mit Oberlicht, kunsthandwerksgeschichtlich von Bedeutung. Haustür singulär – zweiflüglig mit verglastem Oberlicht mit halbkreisförmigen Sprossen, beide Türblätter mit Diamantquadern besetzt. | 09299490 |
| Direkt Bild zu diesem Denkmal hochladen | Wohnhaus und Scheune                                                              | Jägerhäuser Straße 16 (Karte)         | 1. Hälfte 19. Jahrhundert      | Schlichtes zeit- und landschaftstypisches Fachwerk-Wohnhaus, Scheune verbrettert, von sozialgeschichtlicher Bedeutung. - Wohnhaus: Zweigeschossig, fünf Achsen, ein Giebel im Obergeschoss mit zu großen Fenstern, Krüppelwalmdach, zweiachsiger Gaube, ein Giebel massiv, - Scheune: Eingeschossig mit Drempel, Fachwerk verbrettert, Satteldach. | 09299491 |
|                                         | Ehemaliges Erzpochwerk und Erzwäsche, heute Museum und Gaststätte                 | Jägerhäuser Straße 17 (Karte)         | 1828                           | Silberwäsche; früher Industriebau von ortshistorischer und technikgeschichtlicher Bedeutung. Im unteren Teil des Halsbachtales kurz vor Einmündung ins Schwarzwassertal an der alten Wirtschaftsstraße stehend, sieben Achsen, eingeschossig, verputzter Bruchsteinbau, schmale Rechteckfenster, Giebeldreiecke Fachwerk, Satteldach mit Dachhechten, Traufseite Hocheinfahrt, Holzschindeldeckung Anlage schon im 18. Jahrhundert zur Aufbereitung des Erzes vorhanden – Erzpochwerk samt Wäsche „Unverhofft Glück an der Achte“ beim Bau der „Antonshütte“ um 1830 mit einbezogen, nach 1900 Verfall, ab 1955 Ausbau zu technischer Schauanlage, 1969 eingeweiht. | 09299492 |
| Direkt Bild zu diesem Denkmal hochladen | Ehemaliges Forsthaus, heute Wohnhaus                                              | Jägerhäuser Straße 22                 | 1901                           | Schlichter Putzbau von ortsgeschichtlichem und bauhistorischem Wert. Ehemalige Revierförsterei, zweigeschossig, Rauputz, Fenster mit gesprossten Oberlichtfenstern, Krüppelwalmdach, Natursteinsockel, Haustür original – einflüglig mit Glaseinsatz, Fenster- und Türeinfassungen Rochlitzer Porphyrtuff. | 09299493 |
| Direkt Bild zu diesem Denkmal hochladen | Siedlungshaus (siehe Sachgesamtheitsliste ID 09305255)                            | Mittelstraße 1 (Karte)                | um 1905                        | Zeittypisches Gebäude in Klinkermischbauweise von sozialgeschichtlicher Bedeutung. Zweigeschossiger Kopfbau mit Mittelrisalit und Satteldach, eingeschossiger winkelförmig angefügter Flügel, ähnliche Gestaltung wie die anderen Siedlungshäuser, Rauputz, Hausecken Klinker sowie Fensterüberdachungen, originale Haustür, zweiflüglig mit gesprosstem Oberlicht. | 09299486 |
| Direkt Bild zu diesem Denkmal hochladen | Siedlungshaus (siehe Sachgesamtheitsliste ID 09305255)                            | Mittelstraße 2 (Karte)                | um 1905                        | Gebäude in Klinkermischbauweise von sozialgeschichtlicher Bedeutung. Eingeschossig, traufständig, Ecken in Klinker, Hauseingang seitlich und an Traufseite mit kleinen Vorhäuschen Krüppelwalmdach, Schleppgauben. | 09299483 |
| Direkt Bild zu diesem Denkmal hochladen | Siedlungshaus (siehe Sachgesamtheitsliste ID 09305255)                            | Mittelstraße 3 (Karte)                | um 1905                        | Zeittypisches Gebäude in Klinkermischbauweise von sozialgeschichtlicher Bedeutung. Zweigeschossiger Kopfbau mit Mittelrisalit und Satteldach, eingeschossiger winkelförmig angefügter Flügel, ähnliche Gestaltung wie die anderen Siedlungshäuser. | 09299487 |
| Direkt Bild zu diesem Denkmal hochladen | Siedlungshaus (mit drei Eingängen) – (siehe Sachgesamtheitsliste ID 09305255)     | Mittelstraße 4a; 4b; 4c (Karte)       | um 1905                        | Gebäude in Klinkermischbauweise von sozialgeschichtlicher Bedeutung. Eingeschossig, traufständig, Ecken in Klinker, Hauseingang seitlich und an Traufseite mit kleinen Vorhäuschen, Krüppelwalmdach, Schleppgauben, vor dem Haus Brunnen, zur Siedlungsanlage gehörend, heute zugemauert. | 09299484 |
| Direkt Bild zu diesem Denkmal hochladen | Siedlungshaus (mit drei Eingängen) – (siehe Sachgesamtheitsliste ID 09305255)     | Mittelstraße 5a; 5b; 5c (Karte)       | um 1905                        | Gebäude in Klinkermischbauweise von sozialgeschichtlicher Bedeutung. Eingeschossig, traufständig, Ecken in Klinker, Hauseingang seitlich und an Traufseite mit kleinen Vorhäuschen, Krüppelwalmdach, Schleppgauben. | 09299485 |
| Direkt Bild zu diesem Denkmal hochladen | Mehrfamilienhaus (siehe Sachgesamtheitsliste ID 09305255)                         | Mittelstraße 10a; 10b (Karte)         | um 1930                        | Typisches, durch den Heimatstil geprägtes Wohnhaus, von baugeschichtlicher Bedeutung. Unverputzter Natursteinbau, Obergeschoss verbrettert, seitlich jeweils ein Schuppen: Fachwerk verbrettert, Walmdach bzw. Mansarddach mit Dachhecht, Treppenhaus turmartig vorspringend, Giebeldreiecke mit diagonaler Verbretterung, Fortsetzung der Arbeitersiedlung Gartenweg/Mittelstraße. | 09299494 |
| Direkt Bild zu diesem Denkmal hochladen | Mehrfamilienhaus (siehe Sachgesamtheitsliste ID 09305255)                         | Mittelstraße 11a; 11b (Karte)         | um 1930                        | Typisches Beispiel des Heimatstils, von baugeschichtlicher Bedeutung. (Siehe auch Mittelstraße 10 und 12) Winkelförmiger, aus zwei Baukörpern bestehender Bau – trauf- bzw. giebelständig, zweigeschossiger Natursteinbau unverputzt, 1. Obergeschoss und Giebel verbrettert (Giebeldreiecke mit diagonaler Verbretterung), Satteldächer, Fensterläden, turmartig ausgebildete Treppenhausvorbauten, seitlich Schuppen, Natursteinmauerwerk, Satteldach. | 09299495 |
| Direkt Bild zu diesem Denkmal hochladen | Mehrfamilienhaus (siehe Sachgesamtheitsliste ID 09305255)                         | Mittelstraße 12a; 12b (Karte)         | um 1930                        | Typisches Beispiel des Heimatstils, von baugeschichtlicher Bedeutung. (Siehe auch Mittelstraße 10 und 12) Winkelförmiger, aus zwei Baukörpern bestehender Bau – trauf- bzw. giebelständig, zweigeschossiger Natursteinbau unverputzt, 1. Obergeschoss und Giebel verbrettert (Giebeldreiecke mit diagonaler Verbretterung), Satteldächer, Fensterläden, turmartig ausgebildete Treppenhausvorbauten, seitlich verbretterte Schuppen. | 09299496 |
| Weitere Bilder                          | Denkmal für die Gefallenen des 1. Weltkrieges                                     | Talstraße 4c (neben) (Karte)          | 1921                           | Einfacher grobbehauener Stein mit Inschrifttafel, von ortshistorischer Bedeutung. Inschrift: „1914.1918“ und Eisernes Kreuz, „Für ihre Heimat starben: ... (Aufzählung der Namen) ... Ehre ihrem Andenken!“ | 09299501 |
|                                         | Methodistenkirche                                                                 | Waldstraße 3 (Karte)                  | 1923–1924                      | Vom Heimatstil geprägter Bruchsteinbau, von baugeschichtlichem und künstlerischem Wert sowie ortsbildprägender Wirkung. Unregelmäßiger Grundriss, zweigeschossiger Kopfbau mit Rundbogenfenstern, geschweiftem Satteldach, Dachhecht und Dachreiter mit Pyramidenhelm, massiver Eingangsvorbau, im Obergeschoss Balkon, an Kopfbau anschließendes Langhaus (Saal), eingeschossig mit schmalen Spitzbogenfenstern (an jeder Traufseite vier), Satteldach, weithin sichtbar, das Ortsbild prägend. | 09299499 |

## Carolathal
| Bild                                    | Bezeichnung | Lage                  | Datierung | Beschreibung | ID       |
| --------------------------------------- | ----------- | --------------------- | --------- | --- | -------- |
| Direkt Bild zu diesem Denkmal hochladen | Wohnhaus    | Carolathal 17 (Karte) | um 1925   | Ehemaliges Beamtenwohnhaus einer Pappenfabrik in Carolathal, dem Heimatstil verpflichtetes Gebäude, von baugeschichtlichem Wert. Zweigeschossig, Hauseingang in Mitte der Traufseite, auf dreieckigem Grundriss vorspringendes Treppenhaus, Haustür und Sockel mit Natursteineinfassung, originale einflüglige Haustür mit quadratischem (auf der Spitze stehendem) Fenster mit Vierer-Teilung, Obergeschoss verbrettert, Walmdach mit Dachhecht, Dacherker, Treppenhaus mit Pyramidenhelm, Giebel mit diagonaler Verbretterung. | 09299473 |

## Erlabrunn
| Bild                                    | Bezeichnung | Lage                              | Datierung                       | Beschreibung | ID       |
| --------------------------------------- | --- | --------------------------------- | ------------------------------- | --- | -------- |
| Direkt Bild zu diesem Denkmal hochladen | Wassergraben, Teilabschnitt OT Erlabrunn (Sachgesamtheit ID 09299500) | (Karte)                           | 1827–1831                       | Wassergraben zur Stromerzeugung der ehemaligen Antonshütte, mit Zirka 2½ km Länge die längste künstliche Wasserzuführung im Landkreis (Beschreibung bei Sachgesamtheit) | 09299626 |
| Direkt Bild zu diesem Denkmal hochladen | OdF-Denkmal (Gedenkstein für die Opfer des Faschismus) | (Karte)                           | 1950 (Gedenkstein)              | regionalhistorische Bedeutung Kreuzung Beyreuther Weg, im Wald nordwestlich Steinheidel, am Vorderen Fällbacherkreuz | 09201763 |
|                                         | Ehemalige Holzschleiferei mit Wasserkraftanlage (Nr. 1, über T-förmigem Grundriss, später Elektrizitätswerk) sowie Wohnhaus (Nr. 2) mit angebautem Nebengebäude und Einfriedung                                                                      | Albertsthal 1; 2 (Karte)          | um 1900 (Holzschleiferei)       | Landschaftsprägender Baukomplex, Wohnhaus Fachwerkbau mit Anklängen an den Schweizerstil, Industriegebäude Bruchsteinbau, von baugeschichtlicher und regionalgeschichtlicher Bedeutung. - Industriebau: T-förmiger Grundriss, zweigeschossiger Hauptbau mit mittig anschließendem eingeschossigem Anbau, Bruchsteinbau unverputzt, Segmentbogenfensteröffnungen mit kleinteiligen Industriefenstern – teilweise Zwillingsfenster, Blendgiebel u. a. mit Rundfenster, Gurtgesims und Kranzgesims mit Konsolfries, flach geneigte Satteldächer, - Wohnhaus mit angebautem Nebengebäude: Zwei- bzw. eingeschossige Fachwerkbauten, Satteldächer, Schwebegiebel, Fenster von gesägten Rahmen eingefasst, - Einfriedung: Granitpfosten mit Eisenketten, 1919 Umnutzung der Holzschleiferei als Elektrizitätswerk mit Wasserkraftantrieb, im eingeschossigen Wohnhausanbau war zeitweise eine Turbine betrieben worden. | 09201764 |
| Direkt Bild zu diesem Denkmal hochladen | Ehemaliges Bahnwärterhaus, heute Wohnhaus | Albertsthal 3 (Karte)             | um 1900                         | Schlichter Fachwerkbau im Schweizer Stil, von baugeschichtlichem Wert. Eingeschossig, Fachwerk mit Ziegelausfachung, Giebel verbrettert, Schwebegiebel, Satteldach, ähnliche Gestaltung wie das Wohnhaus der benachbarten Fabrik (eventuell ursprünglich Zusammenhang zur Fabrik). | 09205627 |
| Direkt Bild zu diesem Denkmal hochladen | Wohnhaus | Alte Jägerhäuser Straße 2 (Karte) | um 1930                         | wohl ehemaliges Beamtenwohnhaus einer Pappenfabrik in Carolathal, zeittypischer Bau im Heimatstil, von baugeschichtlicher und sozialgeschichtlicher Bedeutung | 09205629 |
| Weitere Bilder                          | Postmeilensäule | Am Märzenberg (Karte)             | 1725                            | Ganzmeilensäule, verkehrsgeschichtlich von Bedeutung. Aus Bruchstücken zusammengesetzte Ganzmeilensäule aus Granit, der in zwei verschiedenen Brüchen gewonnen wurde. Die Säule steht auf einer kleinen Verkehrsinsel vor dem Bergarbeiterkrankenhaus. Wann die Säule zusammengesetzt wurde, ist nicht bekannt. Die Teilstücke stammen von zwei verschiedenen Säulen, die in Breitenbrunn und Oberwildenthal gefunden wurden. 1984 wurde die Säule von dem Johanngeorgenstädter Steinmetzmeister Karl Slama restauriert. Im Jahre 1722 begann man im Kurfürstentum Sachsen mit der Aufstellung der Kursächsischen Postmeilensäulen. Kurfürst Friedrich August I. wollte hierdurch ein zeitgemäßes Verkehrs- und Transportleitsystem im Kurfürstentum aufbauen, um Handel und Wirtschaft zu fördern. Er beauftragte mit Generalvollmacht Magister Adam Friedrich Zürner (1679 – 1742) mit der Durchführung. Das System der Postmeilensäulen umfasste Distanzsäulen, Viertelmeilensteine, Halb- und Ganzmeilensäulen. Die Distanzsäulen sollten in den Städten vor den Stadttoren, später nur auf den Marktplätzen aufgestellt werden. Entlang der Poststraßen wurden Viertelmeilensteine, Halb- und Ganzmeilensäulen aufgestellt. Sie erhielten eine fortlaufende Nummerierung (Reihennummer), beginnend vom Anfang der Vermessung. Die Ganzmeilensäulen wurden außerhalb der Städte an den Poststraßen im Abstand von 1 Meile (= 9,062 km) aufgestellt. Die Distanzsäulen waren mit dem Monogramm „AR“ für „Augustus Rex“, dem kursächsisch und polnisch-litauischen Doppelwappen sowie der polnischen Königskrone gekennzeichnet. Die Ganzmeilen-, Halbmeilensäulen und Viertelmeilensteine waren alle ähnlich beschriftet, alle trugen kein Wappen, aber das Monogramm „AR“. Die Entfernungsangaben erfolgten in Wegestunden (1 Stunde= ½ Postmeile = 4,531 km). Dieses Meilensystem war das erste europäische Verkehrsleitsystem. Der hier betrachteten Säule kommt als Teil des überregional bedeutenden Postwegesystems eine hohe verkehrsgeschichtliche Bedeutung zu. Ganzmeilensäule, Granit, 1984 aus Bruchstücken zusammengesetzt. | 09201760 |
| Weitere Bilder                          | Krankenhausanlage mit folgenden denkmalgeschützten Bestandteilen: Hauptgebäude Haus I, Haus II, einzeln stehendes Gebäude vor Haus II (Mikrobiologie), Leichenhalle, Wirtschaftsgebäude I und Wirtschaftsgebäude II sowie Parkanlage (Gartendenkmal) | Am Märzenberg 1a (Karte)          | bezeichnet 1950 (Haus I und II) | Charakteristisches und künstlerisch anspruchsvolles Beispiel der DDR-Architektur der 1950er Jahre, von hohem baugeschichtlichem, künstlerischem, städtebaulichem und landschaftsprägendem Wert. - Geschichte: 1950 als Bergarbeiterkrankenhaus der SDAG Wismut zur Betreuung und Versorgung der Kumpel und Mitarbeiter errichtet, großzügige Anlage mit Park, - Hauptgebäude (Haus I): 1950/1951, Entwurf K. Franke und Kollektiv, symmetrisch gegliederter, blockhafter, konkav geschwungener Putzbau mit mittlerem Turmhaus und zwei Seitenrisaliten, Sockel mit Natursteinverkleidung, die Fassade durch kräftige Lisenen gegliedert, am Mittleren Turmhaus Balkone, östlich Terrasse mit Balustrade, rückwärtig Eingangsvorhalle mit dorischen Säulen, sandsteinverkleideter Rückwand und kannelierter Decke, Bau im Stil des durch die sowjetische Architektur geprägten Neoklassizismus, am Mittelteil bezeichnet „1950“, - Haus II: gestalterisch ähnlich, Mitteltrakt mit vier Flügeln, Fassade durch Sockel, Lisenen und Gebälk gegliedert, unterschiedliche Fensterverdachungen, Haupteingang mit Risalit und Dreiecksgiebel, kleinerer Bau als das Hauptgebäude, zweigeschossige Putzbauten mit schiefergedeckten Walmdächern. - Zwei Wirtschaftsgebäude: barackenartige eingeschossige Putzbauten mit Satteldach mit Entlüftungen. - Einzeln stehendes Krankenhausgebäude (Mikrobiologie) vor Haus II: zweigeschossiger Putzbau mit schiefergedecktem Satteldach, um 1960. - Leichenhalle: kleiner Funktionsbau mit Aufbahrungshalle, eingeschossiger Putzbau auf T-förmigem Grundriss mit schiefergedecktem Walmdach. - Parkanlage: großzügige, repräsentative Anlage der 50er Jahre, in ihrer Gestaltung bezugnehmend auf die Symmetrie der beiden Hauptgebäude Haus I und II, - Einfriedung: Holzlattenzaun mit gelben Klinkerpfeilern entlang der östlichen Gartengrenze, Wegesystem mit wassergebundener Decke, Hauptwege mit Granitpflaster, kreissegmentförmiges Wasserbecken mit Fontäne als zentrales Gestaltungselement des östlich von Haus I gelegenen repräsentativen Gartenbereichs, Baumreihe aus Winter–Linden (Tilia cordata) entlang der östlichen Gartengrenze, vier symmetrisch angeordnete Säulen-Eichen (Quercus robur 'Fastigiata') im Eingangsbereich von Haus I, zwei weitere am Aufgang zu Haus II, an Haus II Pflanzung aus verschiedensten Koniferen und Rhododendren, wertvoller Gehölzbestand mit einer großen Artenvielfalt aus unter anderem Blut-Buche (Fagus sylvatica f. purpurea'), Japanische Zierkirsche (Prunus serrulata), Stiel-Eiche (Quercus robur), Winter-Linden (Tilia cordata), Berg-Ahorn (Acer pseodplatanus), Spitz-Ahorn (Acer platanoides), Kugel-Ahorn (Acer platanoides 'Glubosum'), Schwarz-Kiefer (Pinus nigra), Fichte (Picea abies) und verschiedene Ziersträucher u. a. Bauernjasmin (Philadelphus coronarius), Felsenbirne (Amelanchier lamarckii) und Rhododendron, Kranz aus Rhododendren um das Wasserbecken, Altgehölzbestand durch Sturmschaden von 2005 stark dezimiert – Ersatzpflanzungen vorgenommen, im Bereich östlich von Haus I Rosenbeete entlang der Wege und Stützmauern, Gelände nach Osten hin abfallend, Höhenunterschied durch Stützmauern aus Granit abgefangen. | 09201759 |
| Direkt Bild zu diesem Denkmal hochladen | Wohnhaus, Scheune und Brunnenhaus eines Bauernhofes | Am Märzenberg 22 (Karte)          | um 1840                         | In Fachwerkbauweise, weitgehend original erhaltener Bauernhof, von baugeschichtlicher und ortsbildprägender Bedeutung. - Wohnhaus: zweigeschossig, längsrechteckiger Grundriss, Erdgeschoss Bruchstein verputzt, Obergeschoss einfaches Fachwerk mit Eckstreben, Giebeldreieck verbrettert, mit Heuaufzug, Satteldach, Hauseingang mittig mit rundbogigem Portal, - Scheune: eingeschossig, Bruchsteinsockel, Fachwerk verbrettert, Drempelgeschoss Satteldach, erhöht und isoliert liegend – daraus ergibt sich der landschaftsprägende Wert des Hofes. | 09201767 |
| Direkt Bild zu diesem Denkmal hochladen | Seidel-Villa: Villa mit Garten (Gartendenkmal) | Am Märzenberg 23 (Karte)          | bezeichnet 1937                 | Zeittypisches, architektonisch anspruchsvolles Gebäude im traditionalistischen Stil, heute Teil des Klinikgeländes, von baugeschichtlicher Bedeutung. - Villa: zweigeschossig, Erdgeschoss Madenputz, Sockel Werkstein, Schichtmauerwerk, Obergeschoss mit waagerechter Verbretterung und umlaufendem Holzbalkon, Walmdach mit Dachhechten und Ochsenaugen mit Schieferdeckung, große Terrasse am Haus, sehr guter Originalzustand so zum Beispiel Vergitterungen der Fenster, Verbretterung im Obergeschoss sowie Balkongeländer, am Eingangsbereich Wandbild mit zwei auf der Wanderschaft befindlichen Gesellen, bezeichnet „A. D. 1937“, - Garten: heute Teil der Parkanlage der Kliniken Erlabrunn, Alpinum östlich der Villa, daran angrenzender Bereich als Skulpturengarten genutzt, kleiner bauzeitlicher Ziegel-Pavillon mit Polygonalplattenweg südöstlich der Villa. | 09201766 |

## Rittersgrün
| Bild                                    | Bezeichnung | Lage                           | Datierung                                | Beschreibung | ID       |
| --------------------------------------- | --- | ------------------------------ | ---------------------------------------- | --- | -------- |
| Direkt Bild zu diesem Denkmal hochladen | Trigonometrischer Punkt | A. D. 1937 (Karte)             | Zwischen 1850/1890 (Triangulationssäule) | Bolzen, Triangulationssäule Station 2. Ordnung, vermessungsgeschichtlich und technikgeschichtlich von Bedeutung. Die Station wurde von Nagel selbst auf dem Hirschensprung, südöstlich von Breitenbrunn an einer Schneise zwischen dem Forsthause und der Schneise D bestimmt. Sie liegt auf einem Felsen aus Glimmerschiefer, der den umgebenden Waldboden um etwa 2 m überragt. Der Punkt wurde lediglich mit einem einbetonierten Messingbolzen mit abgerundeten Kopf und einem Durchmesser von zirka 5 cm festgelegt (siehe auch Station 149 – Hainberg). Er ist durch einen quadratischen Messingbolzen mit Kreuzschnitt und einer Kantenlänge von 2,5 cm gesichert, der etwa 2,4 m westlich des Zentrums auf der Felsplatte einbetoniert ist. Der Zugang zum Berg ist weitestgehend verwachsen. Auch die Sichten zu Nachbarpunkten sind durch den Hochwald eingeschränkt bzw. nicht vorhanden. Im Zeitraum 1862 bis 1890 erfolgte im Königreich Sachsen eine Landesvermessung, bei der zwei Dreiecksnetze gebildet wurden. Zum einen handelt es sich um das Netz für die Gradmessung im Königreich Sachsen (Netz I. Classe/Ordnung) mit 36 Punkten und die Königlich Sächsische Triangulierung (Netz II. Classe/Ordnung) mit 122 Punkten. Geleitet wurde diese Landesvermessung durch Christian August Nagel, wonach die Triangulationssäulen auch als „Nagelsche Säulen“ bezeichnet werden. Dieses Vermessungssystem war eines der modernsten Lagenetze in Deutschland. Die hierfür gesetzten Vermessungssäulen blieben fast vollständig an ihren ursprünglichen Standorten erhalten. Sie sind ein eindrucksvolles Zeugnis der Geschichte der Landesvermessung in Deutschland sowie in Sachsen. Das System der Vermessungssäulen beider Ordnungen ist in seiner Gesamtheit ein Kulturdenkmal von überregionaler Bedeutung. Messingbolzen, rund, Durchmesser 5 cm, einbetoniert in anstehenden Felsen. | 09305046 |
| Direkt Bild zu diesem Denkmal hochladen | Brücke über das Pöhlwasser | (Karte)                        | 19. Jahrhundert                          | Bruchstein-Bogenbrücke, baugeschichtlich von Bedeutung. einbogig, Schlussstein. | 08975871 |
|                                         | Mundloch des Oberer-Rother-Adler-Stollns | (Karte)                        | bezeichnet 1834                          | Bergbautechnische Anlage von regionalhistorischer Bedeutung. Einfaches spitzbogig abschließendes Stollnmundloch, restauriert und rekonstruiert mit originalem Schlussstein, dieser bezeichnet „Oberer-Rother-Adler-Stolln 1834“ mit gekreuzten Hämmern, Höhenlage 704 m NN, aufgefahren ab 1837, die Fundgrube Rother Adler baute seit dem Mittelalter Eisenstein, Roteisenstein, Martit und Magnetit ab. 1883 wurden die Bergarbeiten aus Rentabilitätsgründen eingestellt und die Grube abgeworfen. | 09223049 |
| Direkt Bild zu diesem Denkmal hochladen | Straßenbrücke über das Pöhlwasser | (Karte)                        | bezeichnet 1826                          | Bruchstein-Bogenbrücke, baugeschichtlich von Bedeutung. Einbogig, Schlussstein bezeichnet „1826“. | 08975870 |
|                                         | Zwei Grenzsteine (Nr. 8 und 9) | (Karte)                        | bezeichnet 1729 (Grenzstein Nr. 8)       | Regionalhistorische Bedeutung. Alte Grenzsteine aus Granit auf dem Kaffenberg am Grenzgraben, rechteckiger Pfosten – Nummer 9 oben abgerundet, Nummer 9: 80 cm hoch, 20 cm breit, Ostseite: DDR, Initiale DS, darunter Krone, darunter Initialen AR und Jahreszahl 1779, Westseite: CS, darunter Krone, darunter C VI, Schmalseiten: 67 und 9 (Beginn der Zählung bei früherer „Böhmischen Mühle“), Nummer 8: ähnliche Gestaltung mit geradem oberen Abschluss. | 09227485 |
|                                         | Wettinbrunnen | (Karte)                        | 1889                                     | Gedrungener Obelisk mit Wasserbecken (Brunnen) aus Bruchstein, zum 800jährigen Wettinjubiläum, von regionalhistorischer Bedeutung. Anlässlich der 800-Jahrfeier des Hauses Wettin aufgestellt, Standort möglicherweise durch den späteren Straßenbau verändert, eventuell besteht ein Zusammenhang mit dem Königsbesuch von 1907, am Obelisk wurde eine Steintafel mit Steinrosen und der Inschrift:„WETTIN/1089 – 1889/H.A.“ angebracht, der Obelisk steht in der Mitte eines Wasserbeckens. | 09223043 |
| Weitere Bilder                          | Ehemaliger Pulverturm der Bergbauanlage Mittlerer-Rother-Adler | Am Pulverturm (Karte)          | 1883                                     | Seltenes Zeugnis der Bergbaugeschichte. | 09223048 |
| Weitere Bilder                          | Wohnhaus, ehemals Mühle | Arnoldshammer 4 (Karte)        | 19. Jahrhundert                          | Markanter Bruchsteinbau, von baugeschichtlichem und ortsgeschichtlichem Wert. Dreigeschossig mit Drempel, 3 × 3 Achsen, Mischbau aus Bruchsteinmauerwerk mit Ziegelgestaltungselementen, wie unter anderem Lisenen und Gesimse, flach geneigtes Satteldach, im Erdgeschoss-Bereich verändert. | 09227480 |
|                                         | Wohnhaus, Seitengebäude und Scheune eines Gutes sowie Hausbaum und Obstgarten (Gartendenkmale) mit Einfriedung | Arnoldshammer 5 (Karte)        | Nach Überlieferung 1777                  | Ehemaliger Witwensitz für die Witwe des Hammerherren Herren von Elterlein, spätbarockes Wohnhaus mit zugehörigen Wirtschaftsgebäuden und singulärer Einfriedung einer Streuobstwiese, von großer ortsgeschichtlicher und baugeschichtlicher sowie landschaftsprägender Bedeutung. - Wohnhaus: zweigeschossiger Putzbau, 5 × 4 Achsen, Krüppelwalmdach, in der Mitte der Traufseite Stichbogenportal mit Schlussstein, bemerkenswerte original erhaltene barocke Haustür mit gewölbten Leibungen, zweiflüglig mit gesprosstem Oberlicht, ebenfalls mit geschweiften Sprossen, nur selten in gleicher Qualität erhalten, Fassade mit aufgeputzten Dekorationen – Bändern und Lisenen – gegliedert, Fassade leicht ausbauchend, hohes Krüppelwalmdach mit halbem Schopf, hofseitig Laubengang im ersten Obergeschoss, laut Überlieferung 1777 erbaut, - Scheune: gegenüber Wohnhaus, eingeschossiger Bruchsteinbau, verputzt, mit Satteldach, Giebeldreiecke verbrettert, Hocheinfahrt, eventuell um 1800, - Weiterhin gehört zur Anlage ein späteres Seitengebäude, welches sich im rechten Winkel an das Wohnhaus anschließt sowie ein niedrigerer Anbau am Wohnhaus, der ebenfalls im rechten Winkel an das Wohnhaus angefügt wurde, - Obstwiese: südöstlich der Gebäude, von gut erhaltener Trockenmauer eingefriedet (teilweise noch 1,60 m hoch), je ein Zugang von der Nordwest- und der Südostseite, an der Nordwestseite Erdkeller, - Hausbaum: mehr als 300 Jahre alte Sommer-Linde (Tilia platyphyllos) südwestlich der Gutsgebäude. | 09227478 |
| Weitere Bilder                          | Fabrikgebäude einer Holzwarenfabrik, mit Fabrikschornstein | Globenstein 5 (Karte)          | 1906                                     | In Klinkerbauweise, ortsgeschichtliche und industriehistorische Bedeutung. Lang gestreckter Fabrikbau, zweigeschossig, Klinkerbauweise, roter und gelber Klinker, große fast quadratische Industriefenster, auf dem Dach Oberlichtfenster, dazu Uhrtürmchen – kleiner quadratischer Holzturm mit flachem Pyramidenhelm, polygonaler Schornstein, Anlage am östlichen Ufer des Pöhlwassers, die Produktionspalette umfasste Leiterwagen, Vogelbauer (Weltruf), Schlitten, Volieren, später Möbel, Kabelrollen, Kästen, Fenster, Türen usw. | 09223054 |
|                                         | Fabrikantenwohnhaus | Globenstein 7 (Karte)          | 1898                                     | Städtebaulich markantes Fachwerkhaus im Schweizer Stil, von großer baugeschichtlicher und städtebaulicher Bedeutung. Im Schweizerstil errichtetes Fachwerkhaus, Geburtshaus des späteren Fabrikanten Ludwig Flemming, Enkel des Firmengründers Karl Ludwig Flemming, der die „Holzwarenfabrik Carl Ludwig Flemming, Globenstein“ in Globenstein gründete, kleiner am Berghang gelegener Fachwerkbau mit massivem Erdgeschoss und Fachwerk im Drempelgeschoss und am Dacherker, im Erdgeschoss Fensterläden, regelmäßig angeordnete Rechteckfenster, schiefergedecktes Satteldach, in der Mitte der Traufseite dreiachsiger Dacherker mit Satteldach, Schwebegiebel mit vorstehenden Pfettenköpfen auf verzierten Konsolen. | 09223053 |
| Direkt Bild zu diesem Denkmal hochladen | Wohnstallhaus, Scheune und Wassertrog eines Bauernhofes | Grenzgrund 9 (Karte)           | um 1935                                  | Im Heimatstil errichtetes Wohnstallhaus, von bauhistorischer und sozialgeschichtlicher Bedeutung. - Wohnhaus: zweigeschossiger unterkellerter längsrechteckiger Bau mit geschweiftem Satteldach, Erdgeschoss massiv, Obergeschoss Fachwerk verbrettert, Schieferdeckung, Sockel Natursteinmauerwerk, Haus unterkellert, - Jm Inneren Ausstattung aus der Erbauungszeit: Treppe, Türen, Raumaufteilung original erhalten, - Vor dem Wohnhaus Granitwassertrog: vom Vorgängerbau, mit Inschrift „1883 Eduard Kaufmann“, heute mit Wasserhaus überbaut, - Hinter dem Wohnhaus Scheune: eineinhalbgeschossiger Bau auf hohem Natursteinsockel, teilunterkellert, übliche Einteilung in Tenne und Bansen, Fachwerk verbrettert, Satteldach, alles mit Schieferdeckung. | 09223036 |
| Weitere Bilder                          | Gedenkstein für Opfer des Faschismus | Halbemeiler Weg (Karte)        | Nach 1960                                | Gedenkstein für den KPD-Vorsitzenden und Politiker Ernst Thälmann, für den antifaschistischen Widerstandskämpfer Guido Pilz aus Lauter sowie einen unbekannten KZ-Häftling, aus Natursteinen gemauerter Pyramidenstumpf mit Portraitbüste von Thälmann und Schrifttafeln, regionalhistorischer Bedeutung. Im Jahr 2010 zu einem Denkmal für die durch Rittersgrün führenden Todesmärsche von KZ-Häftlingen umgestaltet. | 09223045 |
| Direkt Bild zu diesem Denkmal hochladen | Wohnhaus | Hammerbergstraße 7 (Karte)     | um 1800                                  | Einfacher Putzbau mit verschiefertem Giebel, weitgehend original erhalten, von baugeschichtlicher Bedeutung. Zweigeschossiger Putzbau mit unregelmäßiger Fensteranordnung, in der Mitte der Traufseite segmentbogenförmige Hauseingangstür, zweiflüglig mit gesprosstem Oberlicht (um 1925 Haustür), Satteldach, Bauzeit des Hauses vermutlich um 1800, eventuell früher, fünf Fensterachsen, davon im Obergeschoss zwei Zwillingsfenster angeordnet, links neben dem Eingang kleine segmentbogenförmige Fensteröffnung, an der hinteren Traufseite zweigeschossiger Scheunenanbau ohne Denkmalwert, innerhalb des Hauses soll sich ein Stollnmundloch befinden. | 09227469 |
| Direkt Bild zu diesem Denkmal hochladen | Wohnhaus | Karlsbader Straße 1 (Karte)    | um 1905                                  | Alte Ortslage Globenstein, original erhaltenes gründerzeitliches Gebäude im Schweizer Stil, von baugeschichtlichem Wert. Klinkermischbauweise, zwei sich durchdringende Baukörper auf T-förmigem Grundriss, giebel- bzw. traufständig zur Straße angeordnet, der giebelständige Hausteil zweiachsig, der traufständige Hausteil dreiachsig, eingeschossig mit Drempel, Drempel und Giebeldreieck Zierfachwerk mit Ziegelausfachung, Schwebegiebel mit ausgesägten Dekorationen, ebenso die Fenstereinfassung im Giebeldreieck mit ausgesägten Brettern und Verdachung verziert, im Erdgeschoss Werkstein-Fenstereinfassungen original erhalten, dort Segmentbogenfenster, Kellerfenster ebenfalls kleine Segmentbogenfenster mit Klinkerausgleichsbögen, dominante Straßenlage, daher auch von städtebaulicher Bedeutung. | 09225230 |
| Direkt Bild zu diesem Denkmal hochladen | Wohnhaus | Karlsbader Straße 6 (Karte)    | Mitte 19. Jahrhundert                    | Erstes Gebäude einer Fabrik in Globenstein der zukünftigen Firma Flemming, ehemals mit technischer Anlage (Pochwerk mit Wasserrad), benannt nach dem ersten Besitzer Körner, Bauwerk von regionalhistorischer Bedeutung. Erstes Gebäude des Fabrikkomplexes in Globenstein der zukünftigen Firma Flemming, Mitte des 19. Jahrhunderts errichtet, Bauherr und erster Besitzer Körner, zum Gebäude gehörte ein Wasserrad und ein Pochwerk für die Zerkleinerung von Baumrinde für Gerbzwecke zur Lohe. Angeregt durch diese Nutzung der Wasserkraft zog C. Ludwig Flemming, Sohn des Bürstenmachers Christian Flemming, aus Schönheide hierher und gründete 1864 die Firma „Holzwarenfabrik Carl Ludwig Flemming, Globenstein“. Erste Produktion umfasste gebohrte Bürstenbretter für die Firma „Flamingo“ in Schönheide. Eingeschossiger massiver Bruchsteinbau, verputzt, mit schiefergedecktem Satteldach. | 09223070 |
| Direkt Bild zu diesem Denkmal hochladen | Wohnstallhaus (mit integriertem Scheunenteil) | Karlsbader Straße 33 (Karte)   | im Innern bezeichnet 1894, im Kern älter | Baugeschichtlich und sozialgeschichtlich bedeutsames Fachwerkhaus in gutem Originalzustand. - Zweigeschossig mit Drempel, heute auf rechtwinkligem Grundriss ältester Hausteil bestehend aus massivem Erdgeschoss und Fachwerkobergeschoss um 1820, später um Scheunenteil und Drempel mit vermutlich neuem Dachstuhl um 1898 erweitert, später im rechten Winkel Anbau an der Straßenseite und Veränderung des Eingangs an der Gartenseite, vorkragendes Dach im Schweizerstil, im Erdgeschoss Natursteinfenstergewände mit einer Hohlkehle, Fensteröffnungen im Inneren mit Korbbögen abschließend, Fensterläden erhalten, - Originale Haustür um 1900: zweiflüglig mit Oberlicht, im Inneren Rahmenfüllungstüren aus der Erbauungszeit um 1820 erhalten, - Im Stall preußisches Kappengewölbe um 1900 sowie weiteres Kellergewölbe aus der Erbauungszeit um 1820, - An der Straßenseite Kellergewölbe (Wasserhaus) mit Granitwassertrog mit Inschrift „Paul Hänel 1894“, Im Haus befand sich zeitweise eine Sattlerei, im Zusammenhang mit der Schaffung eines Werkstattraumes für die Sattlerei wurden der Hauseingang gartenseitig verlegt sowie Fensteröffnungen erweitert. | 09227474 |
|                                         | Rathaus | Karlsbader Straße 48 (Karte)   | 1927                                     | Gemeindeamt, stattlicher Bau im Heimatstil, von bauhistorischer und städtebaulicher Bedeutung. Zweigeschossiges Gebäude auf längsrechteckigem Grundriss mit hohem mit Bruchsteinen verblendetem Sockelgeschoss, 6 × 2 bzw. 3 Achsen, Sockel und Einfriedung Bruchstein, im Sockelgeschoss zwei große spitzbogig abschließende Garagentore flankiert von Strebepfeilern, Garagentore mit diagonaler Verbretterung, mittig kleine Eingangstür deren Fenstereinsatz mit sich kreuzenden Sprossen versehen wurde, alle Fenster mit Sprossengliederung, mittig an der Straßentraufseite aufgebrachte Inschrift „Rathaus“, bei der Gestaltung des Hauses wurde auf unnötigen Zierrat verzichtet, das wesentliche Gestaltungselement bilden die Fenster durch ihre Anordnung, Form und Einfassung, weiterhin die senkrechte Holzverschalung des Obergeschosses und die diagonale Holzverschalung des Giebeldreieckes, weiterhin die Fensterläden, geschweiftes Satteldach, das Rathaus wird mit dem Nachbarhaus durch einen niedrigeren Zwischenbau mit Eingang verbunden. | 09227473 |
|                                         | Villa | Karlsbader Straße 66 (Karte)   | um 1910                                  | Original erhaltener Putzbau, Reformstil-Architektur, von baugeschichtlicher Bedeutung. Zweigeschossiger Putzbau auf annähernd quadratischem Grundriss mit abschließendem Walmdach, Sockel Bruchstein in Schichtmauerwerk, seitlich Balkon als Überdachung des Hauseinganges, halbrund vorkragender Erker über zwei Geschosse, darüber Balkon im Dachbereich, schlichter Putzbau ohne wesentliche aufwändige Gestaltungselemente, Denkmalwert baugeschichtlicher Wert. | 09223046 |
| Direkt Bild zu diesem Denkmal hochladen | Ehemalige Pappenfabrik, bestehend aus Produktionsgebäude (mit technischer Ausstattung) sowie Trockenschuppen, heute technisches Museum | Karlsbader Straße 80 (Karte)   | um 1900                                  | Original erhaltener Baukomplex mit vollständiger funktionstüchtiger technischer Ausstattung, von technikgeschichtlicher Bedeutung. Unter Denkmalschutz steht ausschließlich das Produktionsgebäude und der darunter befindliche Trockenschuppen. - Fabrikgebäude: zweigeschossiger Putzbau mit Satteldach und Industriefenstern, im Inneren technische Ausstattung aus verschiedenen Zeitepochen: unter anderem Kollergang, Wasserturbine der ehemaligen Chemnitzer Firma Hartmann, - Trockenschuppen: mehretagig, typische Konstruktion, Fachwerkkonstruktion mit Verbretterung, Satteldach, Wasserrad erhalten, nicht mehr funktionstüchtig, etwa 100 Jahre alt, ursprüngliche Leistung von 50 PS, Durchmesser 5,50 m, bis 1980 als Antrieb noch genutzt, Der Betrieb ging aus einer ehemaligen Sägemühle hervor, 1880 erfolgte der Umbau zur Holzschleiferei, Produktion kam 1990 zum Erliegen, der Eigentümer führt seine Fabrik als technisches Museum weiter (Stand 1994). | 09227476 |
| Direkt Bild zu diesem Denkmal hochladen | Ehemaliges Wasserkraftwerk | Karlsbader Straße 90 (Karte)   | um 1905                                  | Zeittypischer Putzbau in gutem Originalzustand, von industriegeschichtlicher und ortsgeschichtlicher Bedeutung. - Zweigeschossiger Putzbau, 5 × 6 Achsen, Putzbänder an Ecken und am Gurtgesims, Fenster betont durch Klinkerausgleichsbögen, Rauputz, im Erdgeschoss hohe Segmentbogenfenster mit Industrieverglasung, * Aan der Giebelseite Hauseingang: Segmentbogenabschluss, zweiflüglige Holztür mit gesprosstem Oberlicht, flach geneigtes Satteldach, traufseitig eingeschossiger Holzanbau mit Satteldach. | 09223042 |
| Weitere Bilder                          | Ehemaliger Bahnhof mit Empfangsgebäude, Lokschuppen und Sammlungsbeständen des Museums (Waggons und Lokomotiven) | Kirchstraße 4 (Karte)          | 1897 (Empfangsgebäude)                   | Verkehrshistorisch und technikgeschichtlich bedeutsame Anlage (Kleinbahnmuseum, Bahnhof Oberrittersgrün). Bahnhof der Schmalspurbahn Grünstädtl-Oberrittersgrün, erbaut 1888/89, Eröffnung der Strecke gemeinsam mit dem Teilstück Schwarzenberg-Grünstädtl der Normalspurbahn, - Zweck der Strecke: Transport von Rohstoffen und Fertigprodukten aus dem industriereichen Pöhlwassertal, vorrangig für die Holzverarbeitung, aber auch den Personenverkehr errichtet, Länge der Strecke 9,36 km mit 165,49 m Höhenunterschied, am 25. September 1971 Stilllegung der Strecke, seitdem Bemühungen durch Eisenbahnfreunde ein Museum auf dem Bahnhofsgelände einzurichten, am 18. Juni 1977 Eröffnung des Museums, - Empfangsgebäude: zweigeschossiger Putzbau auf winkelförmigem Grundriss, mit angebautem kleinem Güterschuppen, 1898, mit originaler Haustür aus der Erbauungszeit, mit sehr schöner Bahnhofsuhr aus Gusseisen mit Verzierungen, Schwebegiebel und Holzverschalungen im Giebeldreieck, im Inneren originale Ausstattung der Schalterhalle erhalten, - Lokschuppen: ebenfalls 1898, nachträglich erweitert, Fachwerk mit Ziegelausfachung, drei große Holztore: komplette Gleisanlage vermutlich aus den 1960er Jahren sowie Wagen und Lokomotiven, kleiner Wasserkran, - Bahnmeisterei: kleiner Schuppen,Eisenfachwerk mit Ziegelausfachung, Läutwerk neben dem ehemaligen Bahnübergang, - Waage: einfacher Putzbau mit Satteldach, davor Waage. | 09227472 |
| Weitere Bilder                          | Zwei aneinander gebaute Wohnhäuser | Kirchstraße 10; 11 (Karte)     | um 1800                                  | Städtebaulich markante Fachwerkhäuser in gutem Originalzustand, von baugeschichtlichem und städtebaulichem Wert. Vermutlich ist eines der beiden Häuser ein Erweiterungsbau des älteren, ursprünglich alleine an diesem Standort stehenden Hauses, - Vermutlich ist Hausnummer 10 älter: Regelmäßige Fachwerkkonstruktion mit teilweise eng stehenden Ständern, ohne Streben, Erdgeschoss massiv und verändert, lediglich Türöffnung mit Korbbogenabschluss aus der Erbauungszeit, nachträglicher Ladeneinbau, Satteldach, - Daran anschließend der vermutlich jüngere Bau – Hausnummer 11: Höher als das ältere Haus, zweigeschossig, ebenfalls regelmäßiges Fachwerk ohne Streben, Erdgeschoss massiv mit veränderten Fensteröffnungen, Satteldach, beide Gebäude im äußeren Erscheinungsbild insbesondere in den Erdgeschoss-Bereichen stark verändert, so wurden bei beiden Gebäuden die Fensteröffnungen verändert und die Gewände und Türportale entfernt. | 09227470 |
| Direkt Bild zu diesem Denkmal hochladen | Wohnhaus | Kirchstraße 15 (Karte)         | bezeichnet 1904                          | Zeittypischer gründerzeitlicher Putzbau, baugeschichtlich von Bedeutung. Zweigeschossig, 5 × 3 Achsen, einfache Putz-Stuckgliederung, im Erdgeschoss Putznutung, Ecklisenen, Gurtgesims zugleich Fensterbankgesims aufgeputzt, einfache Kunststeinfenstereinfassungen in beiden Etagen, vorkragendes Satteldach auf verzierten Kragkonsolen, Schwebegiebel, Fenster erneuert, in der Mitte der Traufseite originale Haustür: zweiflüglig mit Ziervergitterung und gesprosstem Oberlicht, Wohnhaus gehörte dem ehemaligen Kohle- und Briketthändler Oswald Schneider. | 09227471 |
|                                         | Ehemalige Kirchschule, heute Wohnhaus | Kirchstraße 23 (Karte)         | 1832                                     | Zeittypisches Fachwerkhaus in gutem Originalzustand, von ortsgeschichtlicher Bedeutung. Zweigeschossiger Longitudinalbau mit Krüppelwalmdach, Erdgeschoss massiv, Obergeschoss Fachwerk, einfaches Ständerfachwerk mit Eckstreben teilweise verkleidet, Hauseingang in der Mitte der Traufseite, von 1832 bis 1905 als Kirchschule genutzt, seitdem Wohnhaus, Haus mit wenigen Veränderungen, lediglich an beiden Giebelseiten eingeschossige massive Anbauten, die den originalen Baubestand nicht geschädigt haben. | 09223052 |
| Weitere Bilder                          | Kirche (mit Ausstattung), Kirchhof mit Einfriedung sowie Denkmalanlage für die Gefallenen des 1. Weltkrieges und Kriegerdenkmal für die Gefallenen des Deutsch-Französischen Krieges 1870/1871                                                      | Kirchstraße 27 (Karte)         | 1688-1693                                | Städtebaulich prägende barocke Saalkirche mit gedrungenem Ostturm, regionalhistorisch bedeutsame Anlage sowie baukünstlerisch bemerkenswerte Kirche. - Kirche: 1688–93 aus dem Umbau eines Hammerherrenhauses des Escherschen Hammerwerks hervorgegangen, das 1617 durch Hochwasser beschädigt und im Dreißigjährigen Krieg baufällig geworden war. Restaurierungen 1931, 1964 und 1993, (weitere Beschreibung siehe Seite 849 Dehio Sachsen II, 1998). - Denkmale für die Gefallenen des Ersten Weltkrieges sowie für den Deutsch-Französischen Krieg: rechts neben dem Kircheneingang, vom Friedhof getrennt Anlage mit Bronzetafeln, auf denen die Namen der Gefallenen des Ersten Weltkrieges verzeichnet sind, weiterhin Stele mit kniendem Soldaten, Bronze, mit Inschrifttafel für die Gefallenen des Ersten und Zweiten Weltkrieges, gegenüberliegend Obelisk, bekrönt von Kugel für die Gefallenen des Deutsch-Französischen Krieges. | 09223050 |
| Direkt Bild zu diesem Denkmal hochladen | Denkmalanlage für die Gefallenen des Ersten Weltkrieges und Kriegerdenkmal für die Gefallenen des Deutsch-Französischen Krieges 1870/1871 | Kirchstraße 27 (Karte)         | Nach 1871; 1926                          | Regionalhistorisch bedeutsame Anlage sowie baukünstlerisch bemerkenswert, ortsgeschichtlich von Bedeutung | 09307422 |
| Weitere Bilder                          | Ehemaliges Steigerhaus und Bergschmiede, später Wohnhaus und Buchdruckerei, heute Wohnhaus sowie Mundloch, Reste des Fundamentmauerwerks eines ehemaligen Huthauses und bergbauliche Wasseranlage zur Entwässerung des oberen und mittleren Stollns | Rothen-Adler-Straße 10 (Karte) | 1822                                     | Wichtige Zeugnisse des Altbergbaus, von technikgeschichtlicher Bedeutung. - Steigerhaus: eingeschossig mit Drempel, Putzbau, Satteldach mit Schieferdeckung und Glockentürmchen, die Glocke nicht erhalten, das Haus ist mehrfach umgebaut worden, trotz allem sind die Umfassungswände und Teile der Fensteröffnungen erhalten geblieben, - Links hinter dem Haus Stollnmundloch des mittleren Rothen-Adler-Stollns mit Schlussstein sowie vor bzw. über dem Stollnmundloch Fundamentmauerwerk des abgebrochenen Huthauses, - Oberhalb des Wohnhauses Wasseranlage: Wassergraben, der unterirdisch unter dem Haus fortgeführt wird und unterhalb der Straße austritt, Buchdruckerei von 1898 bis 1975 betrieben, Höhe 661,5 m NN, aufgefahren ab 1843. | 09223047 |
| Direkt Bild zu diesem Denkmal hochladen | Jugendherberge mit Resten der Einfriedung und Terrassenmauern | Zur Jugendherberge 2 (Karte)   | 1926                                     | Zeittypisches, vom Heimatstil geprägtes Bauwerk, von landschaftsprägender und tourismusgeschichtlicher Bedeutung. - Eingeschossiger Bruchsteinbau mit Strebepfeilern, im Sockelgeschoss Spitzbogenfenster, giebelseitig Hauseingang, ebenfalls mit Spitzbogen abschließend, zweiflüglige Holztür mit Holznägeln beschlagen und diagonaler Verbretterung sowie zwei Holzsäulen, an den Giebelseiten kleine annähernd quadratische Fensteröffnungen, an den Traufseiten schlanke Rechteckfensteröffnungen, teilweise gekoppelte Fenster, alle Fenster mit Fensterläden mit Lamellen, Giebeldreieck mit Schindeln verkleidet, steiles leicht geschweiftes Satteldach mit Dachhecht, schiefergedeckt, - Im Inneren guter Originalzustand: unter anderem Halle mit Holztreppe und Galerie, Zimmertüren, großer Kachelofen mit umlaufender Bank in der Halle, qualitätvolle Handwerksarbeit im Stil der Zeit, das äußere Erscheinungsbild sowie die innere baufeste Ausstattung weisen kaum Veränderungen auf. - Außenanlagen: kleiner Brunnen – rechteckig gemauertes Becken mit ebenfalls gemauertem Brunnenstock, hohe Böschungs- bzw. Terrassenmauern mit Treppe, Pfosten der Toreinfahrt. | 09227475 |

## Steinheidel
| Bild                                    | Bezeichnung                                   | Lage                        | Datierung | Beschreibung | ID       |
| --------------------------------------- | --------------------------------------------- | --------------------------- | --------- | --- | -------- |
| Direkt Bild zu diesem Denkmal hochladen | Ehemalige Schule, heute Wohnhaus              | Steinheidel 3 (Karte)       | um 1930   | Zeittypischer Bau in gutem Originalzustand, im Heimatstil, von ortshistorischer und landschaftsprägender Bedeutung. Zweigeschossig, längsrechteckiger Grundriss, Erdgeschoss massiv verputzt, Sockel Bruchstein, Obergeschoss mit waagerechter Verbretterung, Rechteckfenster paarweise angeordnet mit Fensterläden, geschweiftes Satteldach mit großer Schleppgaube, typisches vom Heimatstil geprägtes Bauwerk, von baugeschichtlichem Wert. | 09205628 |
| Weitere Bilder                          | Mandolinen-Orchestrion                        | Steinheidel 7 (bei) (Karte) | um 1905   | Singuläres Musikinstrument (Steinheideler Affe), von künstlerischer Bedeutung. Um 1900/1905 von der in Leipzig/Gohlis ansässigen Firma Dienst gebaut, bezeichnet „DRGM Mandolinen Orchestrion Ideal DRGM“, ursprünglich für eine Gaststätte in Mülsen St. Jacob produziert, seit 1907 im Gasthof Steinheidel, der danach den Namen Staahaadler Aff bekam, Zwischenhändler war I. Albin Schulze aus Zwickau, Instrument erfreut sich großer Beliebtheit, Gäste besuchen den Gasthof häufig nur wegen des Orchestrions – damit ist das öffentliche Erhaltungsinteresse vorhanden, großes schrankartiges Instrument mit Jugendstildekoration, seitlich Bleiglasfenster mit floralen Jugendstildekorationen (Blumen), mittig Glasteil, dahinter „Musizierender Affe“ (Staahaadler Aff) sowie funktionstüchtige Technik des Orchestrions (geschätzt um oder kurz vor 1900). | 09209865 |
| Direkt Bild zu diesem Denkmal hochladen | Denkmal für die Gefallenen des 1. Weltkrieges | Steinheidel 9 (bei) (Karte) | nach 1918 | Grob behauener Naturstein mit Inschrifttafel, von regionalhistorischer Bedeutung. Grob behauener Naturstein mit Inschrifttafel „1914/1918“, Darstellung des Eisernen Kreuzes, und den Namen der Gefallenen, unter den Namen die Worte: „Wir starben für Euch“, weiterhin nachträglich angebrachte Tafel für die Gefallenen des Zweiten Weltkrieges. | 09201762 |

## Tellerhäuser
| Bild                                    | Bezeichnung                                                      | Lage                                   | Datierung | Beschreibung | ID       |
| --------------------------------------- | ---------------------------------------------------------------- | -------------------------------------- | --------- | --- | -------- |
| Direkt Bild zu diesem Denkmal hochladen | Ehemaliges Forsthaus, heute Wohnhaus                             | Am Grenzhang 4 (Karte)                 | 1786      | Landschaftstypisches verbrettertes einfaches Forstgebäude, Gründungsort der Gemeinde Tellerhäuser, ortshistorisch und baugeschichtlich von Bedeutung. Das Forstgebäude wurde 1786 für den ersten Forstbediensteten der Grenzregion Tellerhäuser-Gottesgab auf einer damals wüsten moorigen Stelle erbaut. Seither diente es als Forsthaus. Schlichter Bau landschaftstypischer Bauweise, welcher als Dienststelle und Wohnung für Forstbedienstete dient. Das Gebäude gehört zu den ersten drei Häusern von Tellerhäuser und war Gründungsort der Gemeinde sowie Jahrzehnte Verwaltungspunkt des Sächsischen Königreiches und Staates. Eingeschossiges Haus, teilweise unterkellert, mit gesetztem Kellergewölbe und zwei Eingängen, winkelförmiger Grundriss, Satteldach schiefergedeckt, die Grundmauern bestehen aus gesammelten Feldsteinen, Gebäude vollständig mit Fichtenbrettern verschalt, am Wald gelegen, ortsbildprägend. | 09223037 |
| Direkt Bild zu diesem Denkmal hochladen | Ehemaliges Zollbeamtenwohnhaus                                   | Oberwiesenthaler Straße 3a; 3b (Karte) | um 1936   | Alte Ortslage Zweibach, landschaftstypisches, vom Heimatstil geprägtes Wohngebäude mit Holzverbretterung, von bauhistorischem und sozialgeschichtlichem Wert. Für Beamte des Zolls errichtete Wohnhäuser, heute als Einfamilienwohnhäuser genutzt, eingeschossig verbretterte Fassade, Verbretterung senkrecht bzw. waagerecht, unterkellert, Fenster mit Fensterklappläden, Satteldach schiefergedeckt mit Schleppgaupen, der Sockel Bruchstein unverputzt. | 09223040 |
| Direkt Bild zu diesem Denkmal hochladen | Ehemaliges Zollbeamtenwohnhaus                                   | Oberwiesenthaler Straße 4a; 4b (Karte) | um 1936   | Alte Ortslage Zweibach, landschaftstypisches, vom Heimatstil geprägtes Wohngebäude mit Holzverbretterung in gutem Originalzustand, von bauhistorischem und sozialgeschichtlichem Wert. Um 1930 für Beamte des Zolls errichtete Wohnhäuser, heute als Einfamilienwohnhäuser genutzt, eingeschossig, Fassade mit waagerechter bzw. senkrechter Verbretterung, unterkellert, Satteldach, Fenster mit Fensterklappläden, Satteldach schiefergedeckt mit Schleppgaupen, der Sockel Bruchstein unverputzt. | 09223041 |
| Direkt Bild zu diesem Denkmal hochladen | Wohnhaus, ehemaliges Forstarbeiterwohnhaus                       | Oberwiesenthaler Straße 5 (Karte)      | um 1925   | Im Heimatstil errichtetes Pseudo-Umgebindehaus, in sehr gutem Originalzustand, von großer baugeschichtlicher und sozialgeschichtlicher Bedeutung. Lang gestreckter ein- bzw. eineinhalb/zweigeschossiger Massivbau mit Pseudo-Umgebindekonstruktion an der Traufseite zur Straße, gesamtes Gebäude mit waagerechter bzw. senkrechter Holzverschalung, Bruchsteinsockel, Dachhecht in der Mitte der Traufseite, schiefergedecktes Walmdach, auf der rückwärtigen Traufseite zwei hölzerne Eingangsvorhäuschen, originale Türen, originale Fenster im Dachbereich und an den Gaupen, die Umgebindekonstruktion nur an der Traufseite: acht Joche, auf die Ständer aufgeblattete Kopfbänder. Es handelt sich hierbei um ein exemplarisches Baubeispiel des Heimatstils, Bewusst wird an die Bauweise der Umgebindehäuser angeknüpft, die auch in diesem Landschaftsraum ursprünglich anzutreffen waren. Die Bauweise des Hauses ist charakteristisch für Forsthäuser oder Zollbeamtenwohnhäuser der Zeit um 1925–1930. Gebäude bis 1945 als Wohnhaus für Forstangestellte dienend, danach im Gemeindeeigentum, heute Privatbesitz. | 09223039 |
| Direkt Bild zu diesem Denkmal hochladen | Wohnhaus und zwei Seitengebäude eines Bauernhofes, ehemals Mühle | Oberwiesenthaler Straße 12             | um 1800   | Wohnhaus Obergeschoss verbrettert, landschaftstypisches ländliches Ensemble, von ortsbildprägender, baugeschichtlicher und sozialgeschichtlicher Bedeutung. - Wohnhaus: Heute zweigeschossig, ursprünglich nach mündlicher Überlieferung eingeschossig, Erdgeschoss Bruchstein verputzt mit aufgeputztem Stichbogenportal mit Schlussstein, Obergeschoss Fachwerk mit Verbretterung um 1930, Satteldach, große vierachsige Gaupe, schieferverkleidet, - 1. Wirtschaftsgebäude: ein-/zweigeschossig, im Erdgeschoss massiv, verputzt, teilweise Fachwerk verbrettert, Drempel Fachwerk verbrettert, Satteldach mit Schieferdeckung, Heuaufzug, - 2. Nebengebäude: Großes Holztor, Erdgeschoss Bruchstein, Satteldach, Schieferdeckung. | 09223038 |

## Ehemalige Kulturdenkmale
| Bild                                    | Bezeichnung                   | Lage                                        | Datierung     | Beschreibung                                                                                            | ID |
| --------------------------------------- | ----------------------------- | ------------------------------------------- | ------------- | --- | -- |
| Direkt Bild zu diesem Denkmal hochladen | Wohnhaus                      | Breitenbrunn, Hauptstraße 8 (Karte)         | Mitte 18. Jh. | Wohnhaus                                                                                                |    |
| Direkt Bild zu diesem Denkmal hochladen | Mietshaus in offener Bebauung | Breitenbrunn, Hauptstraße 27 (Karte)        | um 1900       | Mietshaus in offener Bebauung                                                                           |    |
| Direkt Bild zu diesem Denkmal hochladen | Wohnhaus                      | Erlabrunn, Schwarzenberger Straße 1 (Karte) |               | Ehem. Bahnwärterhaus, inzwischen Wohnhaus in offener Bebauung, Fachwerkbau im Schweizer Stil, vor Nr. 1 |    |